# Thornham Parva
Thornham Parva est un village et une paroisse civile du Suffolk, en Angleterre.